# Бирена фабрика „Фикс“ (Солун)
Бирената фабрика „Фикс“ (на гръцки: Ζυθοποιία Φιξ) е исторически комплекс индурстиални сгради в Солун, Гърция.

## Местоположение
Комплексът е разположен близо до Солунското пристанище, на улица „26 Октовриос“ до Кланицата.

## История
Комплексът е изграден в 1888 година като дестилерия, собственост на семейство Мизрахи. През 1892 година семействата Алатини и Фернандес също влизат в бизнеса. През 1909 година на противоположната страна се създава фабриката за сладолед на компанията „Георгиадис и Ко“, а в 1912 година създава пивоварната „Науса“. В 1912 година фабриката на Мизрахи, Алатини и Фернандес започва да работи като пивоварна „Олимпос“ и няколко години по-късно се слива с пивоварната „Науса“, разположена отсреща. В „Олимпос-Науса“ 40% от акциите са на Йорданис Георгиадис и 60% на Алатини, Мизрахи и Фернандес.
Индустриалният комплекс започва да работи с четири секции - фабриката за малц, пивоварната, бутилиращата фабрика и сладоледената зала. В 1926 година пивоварната „Каролос Фикс“, която работи в Атина от 1864 година, когато крал Отон I Гръцки му е дава монопола върху производството на бира в продължение на 100 години, купува процента на Алатини, Мизрахи и Фернандес. Йорданис Георгиадис и синът му Георгиос поемат управлението на фабриката в Солун. В 1950 година Антониос Фикс напуска семейния бизнес и създава пивоварната „Алфа“, която в 1961 година пуска първата си бира. В 1959 година комплексът се разширява, добавят се нови сгради, между които бутилиращата зала със стъкла над улицата, проектирана от Такис Зенетос. В 1963 година монополът приключва и е създадена конкурентната компания „Амстел“. Фабриката в Солун работи още 20 години и е изоставена в 1983 година, когато компанията обявява фалит и цялото й недвижимо имущество попада в ръцете на Националната банка.
В 1991 година семейство Зафириадис купува комплекса на търг с основна цел културна експлоатация, но в 1995 година Министерството на културата определя фабриката и технологичното оборудване като исторически сгради. Някои сгради, които не са защитени, са наети на частни лица и се използват като места за забавление и изкуство.

## Архитектура
Индустриалният комплекс е с площ от 28 000 m.2 Южният му край стига до морето до изграждането на 5-ия кей на пристанището. Фабричната сграда и останалите сгради са проектирани въз основа на европейските индустриални сгради от XX век. Мелницата, „Вилка“, Кланицата и Музеят на водоснабдяването имат същите морфологични елементи формират първата индустриална зона на Солун. Тези сгради се характеризират с прости масивни обеми, прости фасади и вертикална централна ос на симетрия.
Фабриката „Фикс“ е построена от масивни червени тухли. Външността е украсена с големи масивни метални плочи, които показват точките на закрепване на гредите, които обвързват сградата напречно и периметър. Идентични железни плочи има на сградите на Мелницата „Алатини“. Дървеният покрив е покрити с френски керемиди, направени от „Алатини“. Прозорците и всички отвори в сградния комплекс са сводести и имат характерна рамк от издадени тухли и централен тухлен ключ. Други елементи на морфологията на сградите са пиластрите и назъбените ивици. Има вписани арки с вградени прозорци, някои от които единични, а други двойни.
Сградата е с правоъгълен план и заема 11 000 m2.